# Pupille tonique
La Pupille tonique d'Adie (ou pupille d’Adie ou syndrome d’Adie) est une mydriase (dilatation pupillaire) anormale, unilatérale, souvent légèrement ovalaire et persistante. Cette pathologie bénigne de l'œil touche surtout la femme jeune. 

## Signes cliniques
Les principaux signes sont : 
- une gêne à la lumière (photophobie),
- une difficulté à lire d'un œil,
- une pupille qui ne se contracte que légèrement en cas d'éblouissement mais répond mieux (bien que lentement) lors de la convergence des yeux sur un objet très proche (30 cm).
- en fin de contraction la pupille atteinte est parfois plus petite que celle située du côté sain.
- le réflexe consensuel est aboli
- la pupille tonique gêne l'accommodation de la vision de près pour l'œil concerné.

Diagnostic
Une goutte de pilocarpine diluée à 0,125% déposée sur l'œil entraîne un myosis important, ce qui ne sera pas le cas sur l'autre œil s'il est sain. 
Le myosis induit par une faible dose de Pilocarpine est typique d'une hypersensibilité de dénervation parasympathique des récepteurs post-ganglionnaires du muscle « sphincter » responsable de la fermeture réflexe de la pupille à la lumière. Si en outre une aréflexie tendineuse (principalement des achilléens), le « syndrome d'Adie » est confirmé.

## Causes
L'étiologie de cette anomalie semble être une neuropathie inflammatoire du ganglion ciliaire ou des nerfs parasympathiques postganglionnaires ciliaires courts. Aucune cause n'est généralement retrouvée à cette inflammation.

## Diagnostic différentiel
Le médecin doit écarter :
- une cause exogène possible telle que prise de médicament(s) modifiant le réflexe pupillaire, et/ou un traumatisme de l'œil...).
- une paralysie du nerf moteur oculaire commun (III) (qui pourrait par exemple être induite par un anévrysme de la carotide interne, de la communicante postérieure, ou bien à un engagement lors d'un processus expansif. Des céphalées ou une paralysie oculomotrice devraient alors aussi être constatées, mais l'IRM permet de confirmer le diagnostic ;
- un syndrome d'Argyll-Robertson, à éliminer grâce à un bilan biologique : TPHA et FTA Abs), une recherche de diabète, de maladie de Lyme ou de sarcoïdose ;

D'autres maladies neurologiques devront être écartées par un bilan précis.

## Traitement
Il n'en existe pas encore. La pilocarpine referme la pupille, mais elle est généralement mal supportée.
Des lunettes à verre teinté traitent la photophobie.

## Pronostic
La mydriase se stabilise généralement, ou plus rarement diminue légèrement peu à peu. 

Rarement, le phénomène se bilatéralise. 